# 二十葉海螄螺
二十葉海螄螺（学名：Epitonium vigintifoliatum）为海螄螺科海螄螺屬下的一个种。

## 外誕連結
- 維基物種上的相關：二十葉海螄螺